# Acropyga marshalli
Acropyga marshalli é uma espécie de formiga do gênero Acropyga, pertencente à subfamília Formicinae.